# 1946 في رومانيا
فيما يلي قوائم الأحداث التي وقعت خلال عام 1946 في رومانيا.

## رياضة
- 13 يوليو – دوري الدرجة الأولى الروماني 1946–47 الفائز يو تي أي أراد.

## مواليد

### مايو
- 20 مايو – جورج لوستيغ رياضياتي من الولايات المتحدة الأمريكية.

### يونيو
- 29 يونيو – دورا بيفل كاتبة رومانية.

### يوليو
- 19 يوليو – إيلي ناستاسي لاعب كرة مضرب روماني.
- 22 يوليو – بيتري رومان سياسي روماني.
- 25 يوليو – أيون أليكس ملاكم روماني.

### أغسطس
- 26 أغسطس – شلومو بنتين نفساني إسرائيلي.

### سبتمبر
- 9 سبتمبر – مريم فرايد معلمة موسيقى إسرائيلية.

### أكتوبر
- 12 أكتوبر – يون ريمارو

### نوفمبر
- 6 نوفمبر – دوميترو ايفانوف
- 12 نوفمبر – نيكولاي جورجي ناشط حقوق إنسان روماني.

## وفيات

### مارس
- 30 مارس – فيكتور إيوان بوبا (مواليد 1895)

### يونيو
- 1 يونيو – يون أنتونيسكو (مواليد 1882)
- 11 يونيو – صوفيا نوديج (مواليد 1856)

### أكتوبر
- 5 أكتوبر – إستفان بيتلين (مواليد 1874) سياسي مجري.